# 梅尼耶
梅尼耶（法語：Ménilles，法語發音：[menij]）是法国厄尔省的一个市镇，位于该省东部，属于埃夫勒区。该市镇总面积5.81平方公里，2009年时的人口为1519人。

## 交通
厄尔省省道D65线和D836线在境内交汇。

## 人口
梅尼耶人口变化图示